# Eduard VI.
Eduard VI. (12. října 1537, Hampton Court Palace – 6. července 1553, Greenwich Palace) byl třetí anglický král z rodu Tudorovců, který nastoupil na trůn v devíti letech po smrti svého otce Jindřicha VIII. V době své vlády byl pro nezletilost zastupován regentskou radou, v jejímž čele stál v letech 1547 až 1549 jeho strýc Eduard Seymour, vévoda ze Somersetu, a v letech 1550 až 1553 John Dudley, vévoda z Northumberlandu.
Jeho vláda byla poznamenána ekonomickými problémy, vojenskými útoky ze strany Skotska a sociálním neklidem, které roku 1549 vyústily v nepokoje a vzpouru. Byla provedena přeměna anglikánské církve na protestantskou organizaci. Poté, co jeho otec Jindřich VIII. provedl odluku církve v Anglii od Říma, byl v zemi poprvé zaveden protestantismus, včetně reforem, které zahrnovaly zákaz celibátu a mší a zavedení daně za církevní obřady. Architektem těchto reforem byl Thomas Cranmer, arcibiskup z Canterbury.

## Mládí a vzdělání
Narodil se 12. října 1537 v královské rezidenci Hampton Court Palace jako syn krále Jindřicha VIII. a jeho třetí manželky Jany Seymourové, která krátce po jeho narození 23. října zemřela. Jindřich VIII. měl velké obavy, aby Eduard nenásledoval svou matku do hrobu. V princových pokojích se tedy musely dodržovat přísné hygienické podmínky. Třikrát denně se umývaly stěny a podlahy, což bylo na tehdejší dobu značně neobvyklé. Lidem se to sice zdálo přehnané, ale vzpírat se Jindřichovi VIII. se nikdo neodvážil.[zdroj?]
Eduard byl vychováván v protestantské víře a tu také po celý svůj krátký život vyznával, i když stále ještě navštěvoval mše. Za jeho života stačil otec vystřídat ještě tři manželky, ale Eduard si stihl oblíbit až poslední z nich, Kateřinu Parrovou, s níž se Jindřich VIII. oženil v roce 1543. Byla to totiž poměrně vzdělaná protestantka, která zařídila, aby prince vychovávali někteří reformovaní učitelé. Těmito učiteli byli Richard Cox, John Cheke, William Grindal, John Belmaye, mistr Randolph, Philip von Wilder, William Thomas a Roger Ascham. Princ se musel učit řečtinu, řecká a římská klasická antická díla, Písmu svatému, dějinám, zeměpisu, francouzštině, němčině, hraní na loutnu, politice a státnickému umění, společenskému chování, šermu, jízdě na koni a pravidlům lovu a honitby.
Eduard byl velmi chytrý a inteligentní a bavilo ho se učit. Proto mu nedělalo potíže zvládnout vše, co po něm jeho učitelé požadovali. Velmi si prý rozuměl se svou sestřenicí Janou Greyovou. Oba byli protestanti a oba rádi studovali. Občas se vídal se svou sestrou Alžbětou, kterou měl také docela rád a už méně s Marií (pozdější královnou Marií I.). S tou už si tolik nerozuměl, protože Marie byla zatvrzelá katolička a mimo to byla o dost starší.[zdroj?]
Na počátku července 1543 podepsal Jindřich VIII. mírovou dohodu se Skotskem a na posílení této dohody zasnoubil svého syna Eduarda se sedmiměsíční dcerou skotského krále Marií. Jindřich chtěl využít nevýhodného postavení Skotů a postupně sjednotit obě království. Když Skotové v dubnu 1544 tuto mírovou smlouvu vypověděli, nechal Jindřich vyplenit Edinburgh.
Jindřich VIII. zemřel 28. ledna 1547. V té době měl Eduard teprve devět let. Vlivní členové dvora souhlasili s oddálením oznámení této informace do doby, než bude dojednáno nástupnictví, nechali poslat pro Eduarda a odvezli ho do Toweru. Eduard byl korunován 20. února ve Westminsterském opatství a jeho protektorem byl jmenován Eduard Seymour, vévoda ze Somersetu, bratr jeho matky.

## Vláda
Za vlády regentské rady začala druhá, tzv. eduardovská fáze anglické reformace. Během ní došlo k rozsáhlým záborům církevního majetku ve prospěch tzv. nové šlechty. To se nesetkalo s pochopením u rolníků, kteří reformaci přijímali s odporem. Už v roce 1549 vypukla povstání rolníků v Devonu a Cornwallu, ale nakonec byla potlačena. Za vlády Eduarda VI. byla také vydána dodnes platná modlitební kniha Thomase Cranmera.

### Somerset

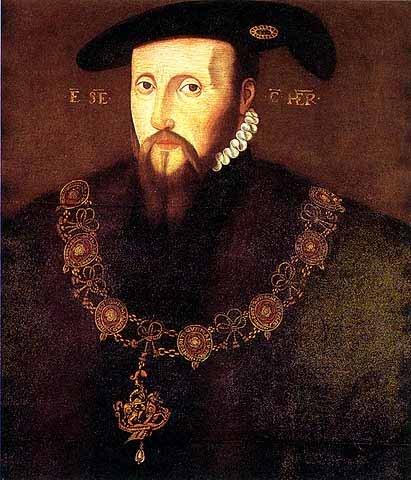
Eduardův strýc Edward Seymour, vévoda ze Somersetu

Somerset byl schopným válečníkem a jeho hlavním zájmem byla válka se Skotskem. Po vítězství v bitvě u Pinkie Cleugh v září 1547 vybudoval ve Skotsku síť opevnění zasahující až k Dundee. Jeho prvotní úspěchy neměly dlouhého trvání, protože jeho záměr sjednotit obě království byl nerealistický. Skotové si vyžádali podporu od svého spojence Francie na obranu Edinburghu a skotská královna Marie odjela do Francie, kde byla zasnoubena s francouzským princem. Náklady na udržování rozsáhlé armády a údržbu rozsáhlé sítě opevnění ruinovaly královskou pokladnu. Francouzský útok na Boulogne-sur-Mer v srpnu 1549 přinutil Somerseta stáhnout se ze Skotska.
Roku 1548 vznikaly v Anglii velké sociální nepokoje. Po dubnu 1549 vypukla série ozbrojených vzpour, které si vyžádaly vojenský zásah. Somerset vyslal ke zjištění příčin nepokojů komise. Jejich členové se ale vyjadřovali takovým způsobem, že to ve vzbouřencích vyvolávalo dojem, že jejich výtky proti majitelům dříve veřejně přístupných pozemků, které si jejich majitelé začali ohrazovat, jsou oprávněné. Vzpoury byly považovány za neúspěch vlády, a protože král byl ještě příliš mladý na to, aby mohl sám zasahovat do politického dění, členové regentské rady z tohoto nezdaru obviňovali Somerseta.
1. října 1549 se Somerset dověděl, že jeho pozice je ohrožena. Zajal krále a spolu s ním odjel na opevněný hrad Windsor. Mezitím ostatní členové regentské rady zveřejnili detaily neúspěšné Somersetovy vlády. Zveřejnili i to, že jeho funkce jako protektora byla dána rozhodnutím rady a ne závětí Jindřicha VIII. 11. října 1549 nechala rada Somerseta uvěznit a Eduard byl převezen do Richmondu. V únoru 1550 se stal vůdčí osobou regentské rady John Dudley, hrabě z Warwicku. I když byl Somerset z vězení propuštěn a stal se znovu členem rady, byl v lednu 1552 popraven na základě obvinění z úmyslu svrhnout Dudleyovu radu.

### Northumberland

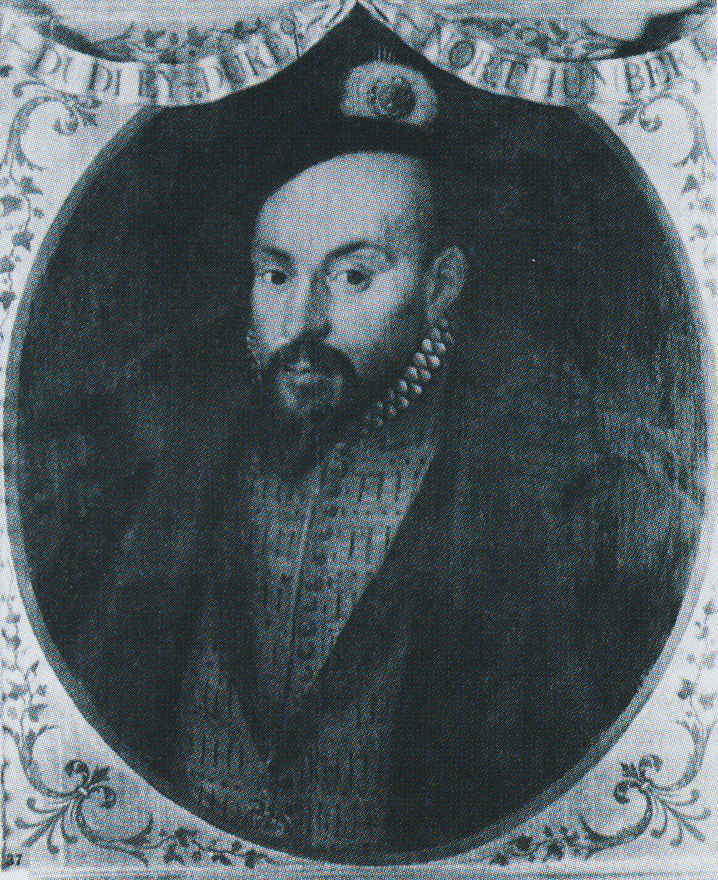
John Dudley, vévoda z Northumberlandu

Roku 1550 byl John Dudley jmenován vévodou z Northumberlandu. Jeho hlavním soupeřem byl konzervativní Thomas Wriothesley, hrabě ze Southamptonu, který se snažil zrušit Somersetovy protestantské reformy a chtěl, aby Eduardovým regentem byla jmenována katolická princezna Marie, nejstarší sestra králova. Dudley se spoléhal na princův protestantismus a tvrdil, že už je dostatečně starý na to, aby vládl sám. Southampton se snažil zosnovat spiknutí s cílem popravit Somerseta a diskreditovat Dudleyho jeho prohlášením, že s Dudleym spolupracoval. Dudley jako protiakci přesvědčil parlament, aby Somerseta propustil. Poté vypudil Southamptona a jeho spojence z regentské rady a nechal se jmenovat lordem prezidentem rady a správcem královského dvora. I když nebyl jmenován protektorem, byl hlavní postavou a nejvlivnějším členem vlády.
Na rozdíl od Somerseta Northumberland se vždy snažil dosáhnout schválení svých záměrů většinovým rozhodnutím rady. Protože nebyl s králem v příbuzenském poměru, doplnil radu o své spojence, aby ji mohl lépe ovládat. Postupně se mu podařilo prosadit, aby rada nekontrolovala dokumenty podepsané králem, jeho moc se tak dostala na úroveň jeho předchůdce Somerseta. Jeho politika byla pragmatičtější než politika jeho předchůdce. Roku 1550 podepsal mírovou dohodu s Francií, odvolal všechny vojáky ze skotských pevností a zrušil Eduardovo zasnoubení se skotskou královnou Marií. Tato aktivita vycházela z toho, že válečné náklady byly příliš velké. Aby zmenšil pravděpodobnost vzpour, ustavil v jednotlivých regionech trvalé vojenské posádky, jejichž velitelé se zodpovídali přímo vládě.

### Smrt

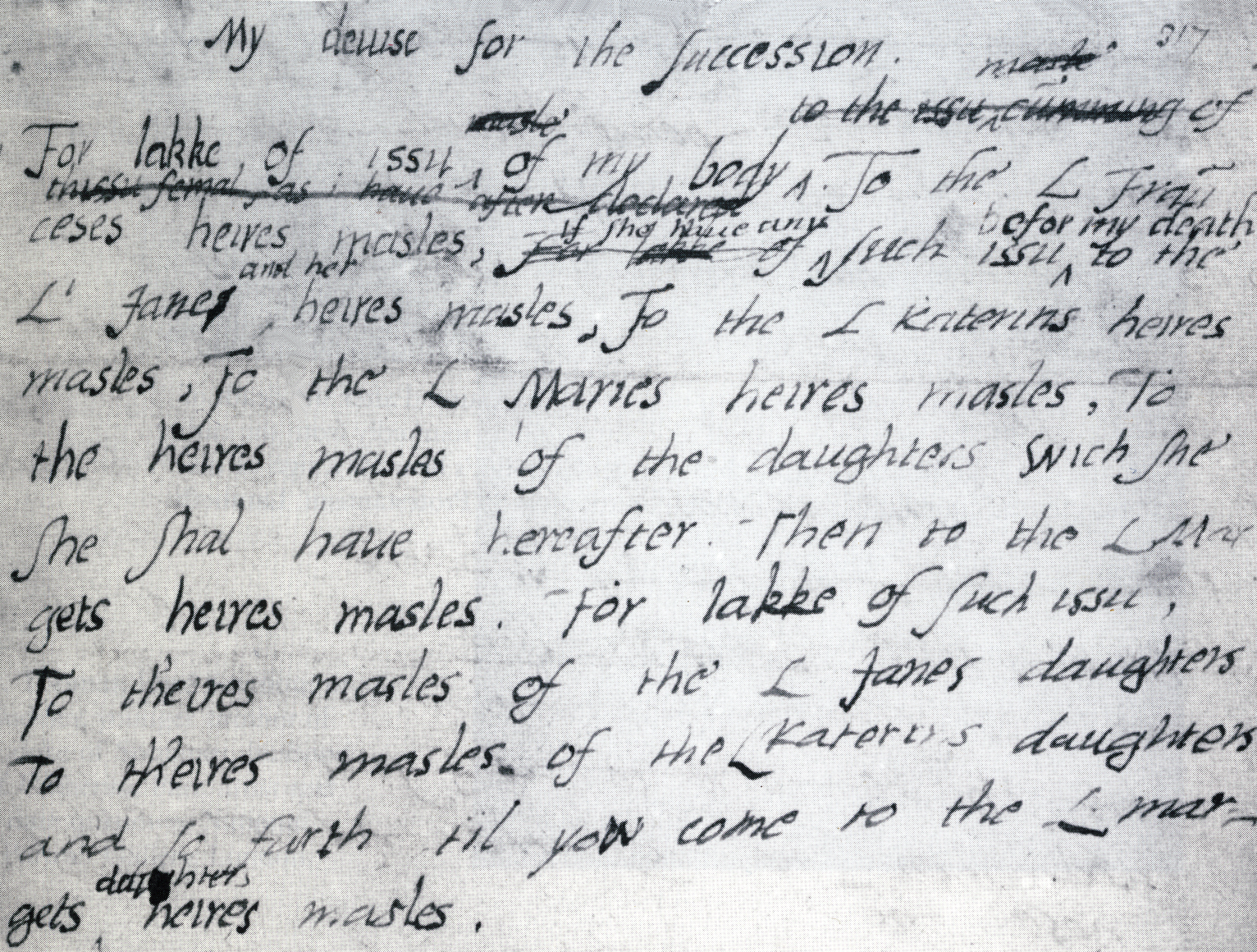
Eduardova poslední vůle, kterou určuje svou nástupkyní na trůnu Janu Greyovou

V zimě roku 1552 Eduard onemocněl a v květnu následujícího roku se jeho zdravotní stav velmi zhoršil. Trpěl silným kašlem a horečkami, které se postupně zhoršovaly. Hrozba královy smrti a toho, že by po něm nastoupila jeho katolická sestra Marie, silně znepokojila šlechtice, kteří jej obklopovali. To by znamenalo zastavení reformace a také (či především) ztrátu lukrativních úřadů, které zastávali. Nothumberland nejdříve uvažoval o tom, že by místo Marie na trůn dosadil její nevlastní sestru princeznu Alžbětu (pozdější královnu Alžbětu I.), které bylo v té době devatenáct let, ale ta to odmítla. Nothumberland se tedy pokusil o poslední zoufalý plán. Když ležel mladý král na smrtelné posteli vyčerpaný po záchvatu, Nothumberland jej přiměl podepsat listinu, ve které mění následnictví určené Jindřichem VIII. Vylučuje obě své sestry a svou dědičkou a tím pádem i budoucí královnou jmenuje Janu Greyovou, dceru své sestřenice Frances Brandonové a zároveň pravnučku Jindřícha VII. (a mj. také Nothumberlandovu snachu).
Eduardův stav se od ledna roku 1553 rapidně zhoršoval a 6. července 1553 král zemřel, pravděpodobně na tuberkulózu.
8. srpna byl pohřben ve Westminsterském opatství. Po jeho smrti se Dudley snažil prosadit Janu Greyovou na trůn. Marie ale získala velkou podporu veřejnosti i šlechty a 19. července, devět dní poté, co John Dudley prohlásil královnou Janu, parlament toto prohlášení odvolal a určil za právoplatnou následnici trůnu Marii.
Eduard VI. se stal prvním protestantem a zároveň posledním mužským Tudorovcem na anglickém trůnu. Avšak vzhledem k tomu, že se nedožil dospělosti, byla jeho vláda pouze formální.

## Rodokmen
|            |                       |  |              |                              |  |  |  |  |  |  |  | Owen Tudor |
|            |                       |  |              |                              |  |  |  |  |  |  |  |            |
|            | Edmund Tudor          |  |              |                              |  |  |  |  |  |  |  |            |
|            |                       |  |              |                              |  |  |  |  |  |  |  |            |
|            |                       |  |              | Kateřina z Valois            |  |  |  |  |  |  |  |            |
|            |                       |  |              |                              |  |  |  |  |  |  |  |            |
|            | Jindřich VII. Tudor   |  |              |                              |  |  |  |  |  |  |  |            |
|            |                       |  |              |                              |  |  |  |  |  |  |  |            |
|            |                       |  |              | John Beaufort                |  |  |  |  |  |  |  |            |
|            |                       |  |              |                              |  |  |  |  |  |  |  |            |
|            | Markéta Beaufortová   |  |              |                              |  |  |  |  |  |  |  |            |
|            |                       |  |              |                              |  |  |  |  |  |  |  |            |
|            |                       |  |              | Margaret Beauchamp of Bletso |  |  |  |  |  |  |  |            |
|            |                       |  |              |                              |  |  |  |  |  |  |  |            |
|            | Jindřich VIII. Tudor  |  |              |                              |  |  |  |  |  |  |  |            |
|            |                       |  |              |                              |  |  |  |  |  |  |  |            |
|            |                       |  |              | Richard Plantagenet          |  |  |  |  |  |  |  |            |
|            |                       |  |              |                              |  |  |  |  |  |  |  |            |
|            | Eduard IV.            |  |              |                              |  |  |  |  |  |  |  |            |
|            |                       |  |              |                              |  |  |  |  |  |  |  |            |
|            |                       |  |              | Cecílie Nevillová            |  |  |  |  |  |  |  |            |
|            |                       |  |              |                              |  |  |  |  |  |  |  |            |
|            | Alžběta z Yorku       |  |              |                              |  |  |  |  |  |  |  |            |
|            |                       |  |              |                              |  |  |  |  |  |  |  |            |
|            |                       |  |              | Richard Woodville            |  |  |  |  |  |  |  |            |
|            |                       |  |              |                              |  |  |  |  |  |  |  |            |
|            | Alžběta Woodvillová   |  |              |                              |  |  |  |  |  |  |  |            |
|            |                       |  |              |                              |  |  |  |  |  |  |  |            |
|            |                       |  |              | Jacquetta Lucemburská        |  |  |  |  |  |  |  |            |
|            |                       |  |              |                              |  |  |  |  |  |  |  |            |
| Eduard VI. |                       |  |              |                              |  |  |  |  |  |  |  |            |
|            |                       |  |              |                              |  |  |  |  |  |  |  |            |
|            |                       |  | John Seymour |                              |  |  |  |  |  |  |  |            |
|            |                       |  |              |                              |  |  |  |  |  |  |  |            |
|            | John Seymour          |  |              |                              |  |  |  |  |  |  |  |            |
|            |                       |  |              |                              |  |  |  |  |  |  |  |            |
|            |                       |  |              | Elizabeth Coker              |  |  |  |  |  |  |  |            |
|            |                       |  |              |                              |  |  |  |  |  |  |  |            |
|            | John Seymour          |  |              |                              |  |  |  |  |  |  |  |            |
|            |                       |  |              |                              |  |  |  |  |  |  |  |            |
|            |                       |  |              | Sir George Darell            |  |  |  |  |  |  |  |            |
|            |                       |  |              |                              |  |  |  |  |  |  |  |            |
|            | Alžběta Darrellová    |  |              |                              |  |  |  |  |  |  |  |            |
|            |                       |  |              |                              |  |  |  |  |  |  |  |            |
|            |                       |  |              | Margaret Stourton            |  |  |  |  |  |  |  |            |
|            |                       |  |              |                              |  |  |  |  |  |  |  |            |
|            | Jana Seymourová       |  |              |                              |  |  |  |  |  |  |  |            |
|            |                       |  |              |                              |  |  |  |  |  |  |  |            |
|            |                       |  |              | Philip Wentworth             |  |  |  |  |  |  |  |            |
|            |                       |  |              |                              |  |  |  |  |  |  |  |            |
|            | Henry Wentworth       |  |              |                              |  |  |  |  |  |  |  |            |
|            |                       |  |              |                              |  |  |  |  |  |  |  |            |
|            |                       |  |              | Mary Wentworth               |  |  |  |  |  |  |  |            |
|            |                       |  |              |                              |  |  |  |  |  |  |  |            |
|            | Margaret Wentworthová |  |              |                              |  |  |  |  |  |  |  |            |
|            |                       |  |              |                              |  |  |  |  |  |  |  |            |
|            |                       |  |              | John Say                     |  |  |  |  |  |  |  |            |
|            |                       |  |              |                              |  |  |  |  |  |  |  |            |
|            | Anna Sayová           |  |              |                              |  |  |  |  |  |  |  |            |
|            |                       |  |              |                              |  |  |  |  |  |  |  |            |
|            |                       |  |              | Elizabeth Cheney, Lady Say   |  |  |  |  |  |  |  |            |
|            |                       |  |              |                              |  |  |  |  |  |  |  |            |

## Odrazy v literatuře
Mark Twain jej učinil jednou ze dvou ústředních postav ve svém románu Princ a chuďas.